# Caunos
|  | Aquest article tracta sobre l'heroi Caunos. Si cerqueu la ciutat de Caunos, vegeu «Caune». |

Segons la mitologia grega, Caunos (en grec antic: Καύνος) va ser un heroi fill de Milet, fundador de la ciutat d'aquest nom, i de la nimfa Ciànea. Hi ha tradicions que diuen que la seva mare és Idòtea, la filla del rei Èurit.
Estimat per la seva germana Biblis amb un amor incestuós, va fugir del seu país i anà a fundar la ciutat de Caune, a Cària. Una altra versió explica que era ell qui estimava Biblis, i que va marxar a l'exili per aquesta raó. Es deia també que s'instal·là a Lícia i allà es casà amb la nimfa Prònoe, amb qui tingué un fill, Egial, que fundà la ciutat de Caune.